# 무니르 엘 하다디
무니르 엘 하다디 모하메드(아랍어: منير الحدادي, 1995년 9월 1일 ~ )는 무니르라고 불리는 모로코의 축구 선수로, 현재 CD 레가네스에서 공격수로 뛰고 있다.